# Abby Wambachová
Mary Abigail „Abby“ Wambachová (nepřechýleně Wambach; * 2. června 1980, Rochester, Spojené státy americké) je bývalá americká fotbalistka, která hrála National Women's Soccer League za klub Western New York Flash. Je držitelkou světového rekordu v počtu vstřelených branek v mezistátních utkáních: k listopadu 2013 skórovala 163krát.
Získala zlaté medaile na olympiádách 2004 a 2012, stříbrnou medaili na Mistrovství světa ve fotbale žen 2011 a bronzové medaile na Mistrovství světa ve fotbale žen 2003 a Mistrovství světa ve fotbale žen 2007. Šestkrát byla zvolena nejlepší fotbalistkou USA (2003, 2004, 2007, 2010, 2011, 2013) a za rok 2012 také nejlepší fotbalistkou světa.
Abby Wambachová se přihlásila k lesbické orientaci. V roce 2012 uzavřela sňatek s další fotbalistkou Sarah Huffmanovou. Je členkou organizace Athlete Ally, bojující proti diskriminaci homosexuálů ve sportu.